# Gézaincourt
Gézaincourt – miejscowość i gmina we Francji, w regionie Hauts-de-France, w departamencie Somma.
Według danych na rok 1990 gminę zamieszkiwało 476 osób, a gęstość zaludnienia wynosiła 68 osób/km² (wśród 2293 gmin Pikardii Gézaincourt plasuje się na 552. miejscu pod względem liczby ludności, natomiast pod względem powierzchni na miejscu 691.).